# Grand Pilier d'Angle
El Grand Pilier d'Angle (4.243 m - que significa "Gran pilar del ángulo") es una cima en los Alpes, en el macizo del Mont Blanc. Se trata más bien de un hombro dentro de la más amplia arista de Peuterey, de modesta prominencia; sin embargo, se incluye en la lista oficial de los 82 cuatromiles de los Alpes debido a su importancia morfológica y alpinística. 
El primer ascenso desde el valle lo realizó James Eccles con los guías Michel Payot y Alphonse Payot el 30 de julio de 1877 durante un ascenso de la arista de Peuterey, aunque la cumbre había sido visitada el 20 de agosto de 1822 por F. Clissold con los guías J. M. Couttet, M. Bossonney, D. Couttet, P. Favret y J. B. Simond en el descenso de su primera ascensión al Mont Blanc de Courmayeur. 
La primera ascensión del pilar (la cara noreste) en sí fue realizada el 3 de agosto de 1957 por Walter Bonatti, y Toni Gobbi. Bonatti, en su obra Montagne di una vida ("Montañas de una vida") afirmó que "es sin duda la pared mixta, de hielo y roca, más salvaje y más peligrosa que había jamás observado en los Alpes". El primer ascenso en invierno de la vía Bonatti-Gobbi la hicieron A. Dvorak, J. Kurczak, A. Mroz y T. Pietrowsky entre el 5 y el 9 de marzo de 1971. El primer ascenso en solitario de la vía lo hizo Nicolás Jaeger el 3 de agosto de 1975.
Otras vías bien conocidas de esta cara son la Cecchinel-Nominé (Walter Cecchinel y Georges Nominé, 17 de septiembre de 1971; la Boivin-Vallençant de 1975 añade un final directo a esta vía) y Divine Providence (Patrick Gabarrou y François Marsigny, 5-7 de junio de 1984). El primer ascenso en solitario de esta vía por Jean-Christophe Lafaille en 1990, quien dijo, "Esta ruta es la más difícil y apasionante de todo el macizo del Mont Blanc." 
Según la clasificación SOIUSA, el Grand Pilier d'Angle pertenece:
- Gran parte: Alpes occidentales
- Gran sector: Alpes del noroeste
- Sección: Alpes Grayos
- Subsección: Alpes del Mont Blanc
- Supergrupo: Macizo del Mont Blanc
- Grupo: Grupo del Mont Blanc
- Subgrupo: Contrafuertes italianos del Mont Blanc
- Código: I/B-7.V-B.2.c